# Чигайка
Чигайка — деревня в Кукморском районе Татарстана. Входит в состав Починок-Кучуковского сельского поселения.

## География
Находится в северо-западной части Татарстана на расстоянии приблизительно 13 км на юг по прямой от районного центра города Кукмор.

## История
Основана в конце XVIII века, упоминалась также как Черемисский Куюк, Куюк-Чермыш. Название дано по имени первопоселенца. Русские в деревне появились из Лаишевского уезда.== Население ==
Постоянных жителей было: в 1782 — 24 души мужского пола, в 1859 — 78, в 1897—191, в 1908—224, в 1920—244, в 1926—289, в 1938—274, в 1949—246, в 1958—141, в 1970—124, в 1979—117, в 1989 — 62, 49 в 2002 году (мари 63 %), 35 в 2010.